# STS-47
STS-47 foi uma missão conjunta da NASA e da agência espacial japonesa NASDA, lançada na nave Endeavour em 12 de setembro de 1992, que realizou experiências dos dois países no laboratório Spacelab, em órbita terrestre.

## Tripulação
| Posição                  | Astronauta    |
| ------------------------ | ------------- |
| Comandante               | Robert Gibson |
| Piloto                   | Curtis Brown  |
| Especialista de missão 1 | Jan Davis     |
| Especialista de missão 2 | Jay Apt       |
| Especialista de missão 3 | Mae Jemison   |
| Especialista de carga 1  | Mark Lee      |
| Especialista de carga 2  | Mamoru Mohri  |

## Parâmetros da missão
- Massa:
  - Aterrissagem com carga: 99 450 kg
  - Carga: 12 485 kg
- Perigeu: 297 km
- Apogeu: 310 km
- Inclinação: 57,0°
- Período: 90,6 min

## Hora de acordar
- 2° Dia: Does Your Youth Shine, de Isao Sasaki (Isao falou com os astronautas, especialmente com Mamoru Mohri.)
- 3° Dia: Joyride, da dupla Roxette.
- 4° Dia: Then Came You, da banda T.P.E..
- 5° Dia: Bodyguard, da banda Bee Gees (a banda falou com os astronautas, primeira voz de mais de uma pessoa via-rádio.)
- 6° Dia: Please Mr. Postman, da banda The Marvelettes.
- 7° Dia: Time, de David Bowie.
- 8° Dia: Tutti Frutti, de Little Richard.

## Principais fatos
O Spacelab-J, uma missão conjunta entre a NASA e a Agência Nacional de Desenvolvimento Espacial do Japão (NASDA), utilizando um módulo tripulado do Spacelab, conduziu investigações sobre a microgravidade e sobre as ciências biológicas. O grupo internacional, composto pelo primeiro astronauta japonês a voar a bordo de um ônibus espacial e pelo primeiro casal casado a voar na mesma missão espacial, foi dividido nos times vermelho e azul para realizar operações constantemente. O Spacelab-J inclua 24 experimentos sobre ciência dos materiais e 20 sobre ciências biológicas, dos quais 35 foram suportados pela NASDA, 7 pela NASA e dois por esforços colaborativos.
Os investigações em ciências dos materiais incluíram campos tais como a biotecnologia, materiais eletrônicos, dinâmica dos fluidos e fenômeno do transporte, vidros e cerâmicas, metais e ligas, e medidas de aceleração. Os experimentos em ciências biológicas incluíam a saúde humana, separação de células e biologia, fisiologia e comportamento humano e animal, radiação no espaço e ritmos biológicos. As cobaias dos testes incluíam o grupo, carpas, células animais e vegetais cultivadas, embriões de galinha, moscas, fungos e sementes de plantas, sapos e ovos de sapos.
Doze recipientes Getaway Special (GAS) (10 com experimentos, 2 com contrapesos) foram carregadas no compartimento de carga. Os experimentos do compartimento mediano foram: o Israeli Space Agency Investigation About Hornets (ISAIAH), o Experimentos de Combustão em Superfície Sólida (SSCE), o Experimentos de Rádio Amador em Ônibus Espacial (SAREX II), o Air Force Maui Optical Site (AMOS), e o Ultraviolet Plume Imager (UVPI). Entre esses recipientes GAS estava o G-102, com o Projeto POSTAR uma iniciativa da Boy Scouts of America em parceria com o TRW Systems Integration Group.